# Slavomír Kňazovický
Slavomír Kňazovický, född den 3 maj 1967 i Piešťany, Tjeckoslovakien, är en tjeckoslovakisk och därefter slovakisk kanotist.
Han tog OS-silver i C-1 500 meter i samband med de olympiska kanottävlingarna 1996 i Atlanta.